# Falerno del Massico Primitivo
Il Falerno del Massico Primitivo è un vino DOC la cui produzione è consentita nella provincia di Caserta.

## Caratteristiche organolettiche
- colore: rosso rubino molto intenso.
- odore: profumo caratteristico, intenso e persistente.
- sapore: asciutto o leggermente abboccato, caldo, robusto ed armonico.

## Produzione
Provincia, stagione, volume in ettolitri
- Caserta  (1990/91)  124,67
- Caserta  (1991/92)  87,78
- Caserta  (1992/93)  145,95
- Caserta  (1993/94)  129,5
- Caserta  (1994/95)  79,1
- Caserta  (1995/96)  51,8
- Caserta  (1996/97)  107,8